# Epimeria larsi
Epimeria larsi is een vlokreeftensoort uit de familie van de Epimeriidae. De wetenschappelijke naam van de soort is voor het eerst geldig gepubliceerd in 2009 door Lörz.